# Символ флорина
Символ или знак флорина — различные варианты краткого представления денежных единиц, которые называются «флорин» и «гульден» (нидерландский гульден, арубанский флорин и др.).

## Флорин и гульден

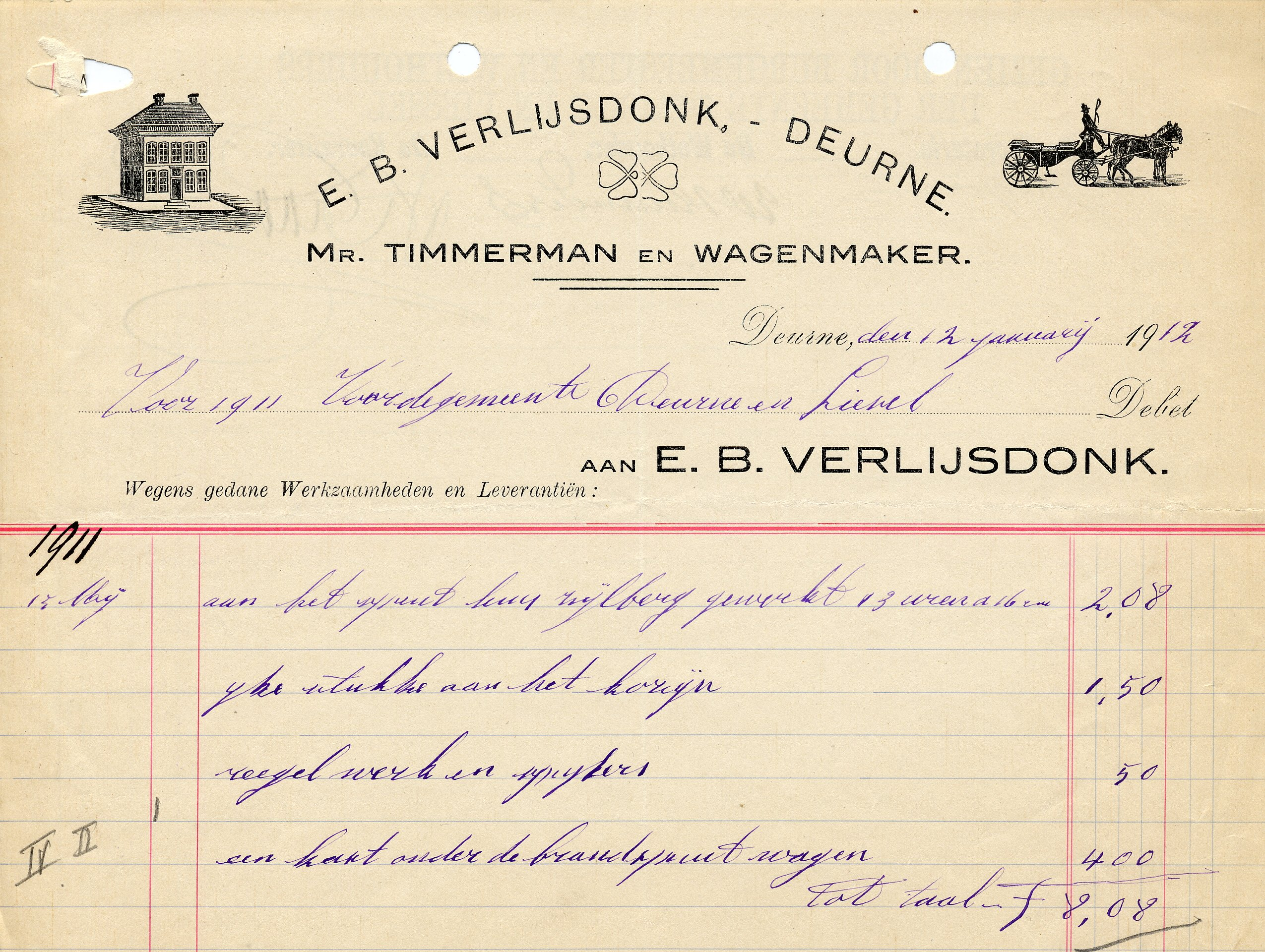
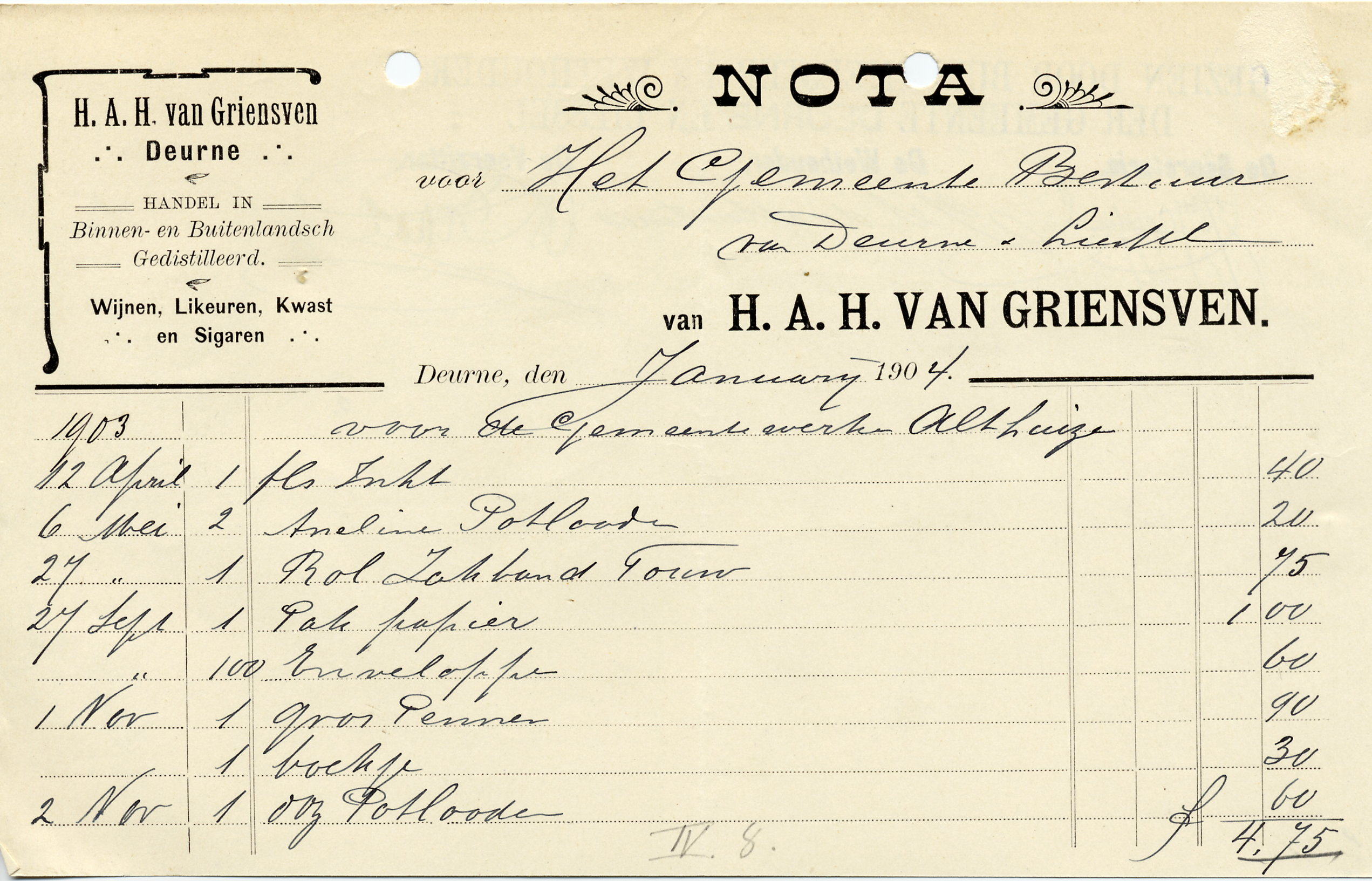
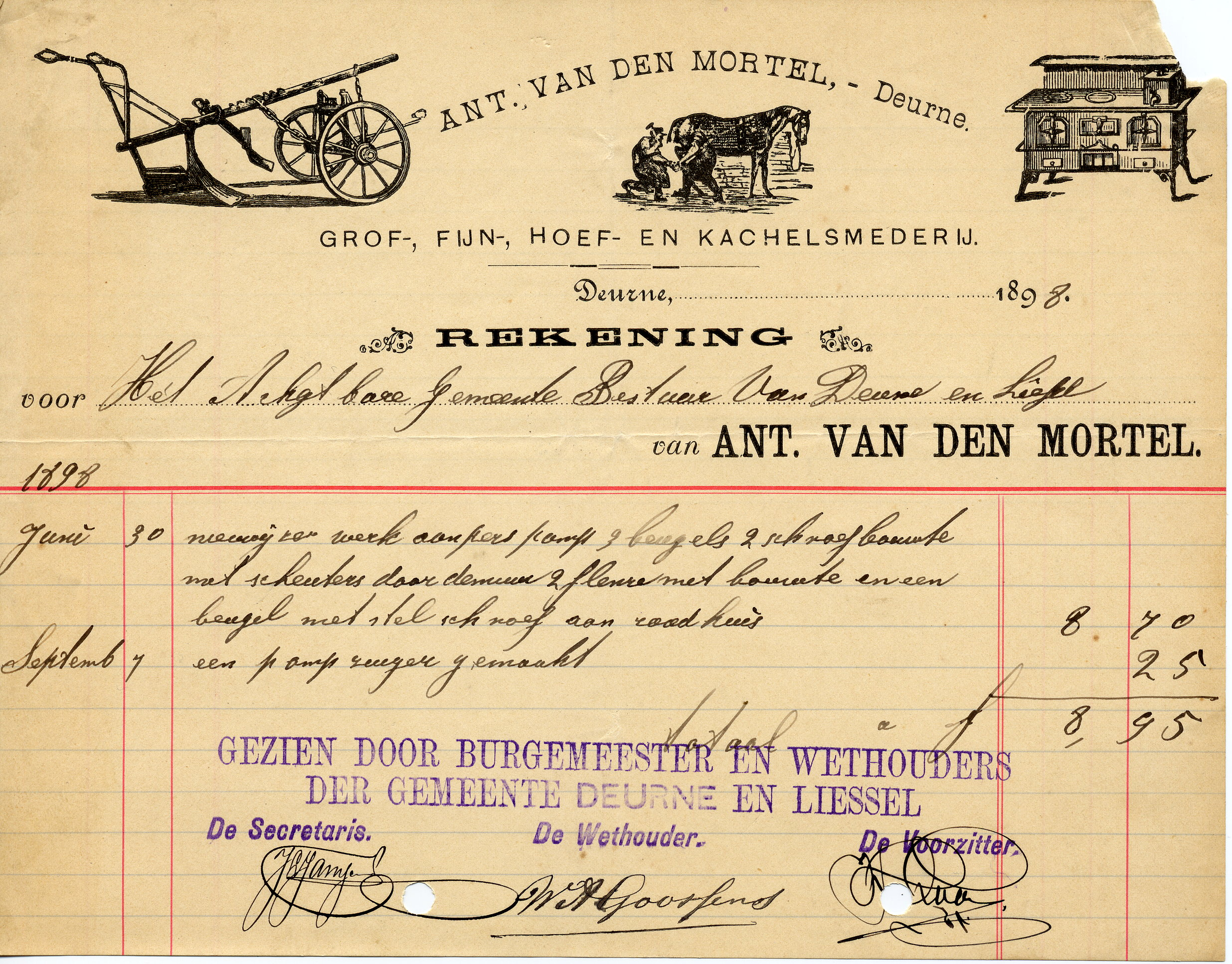
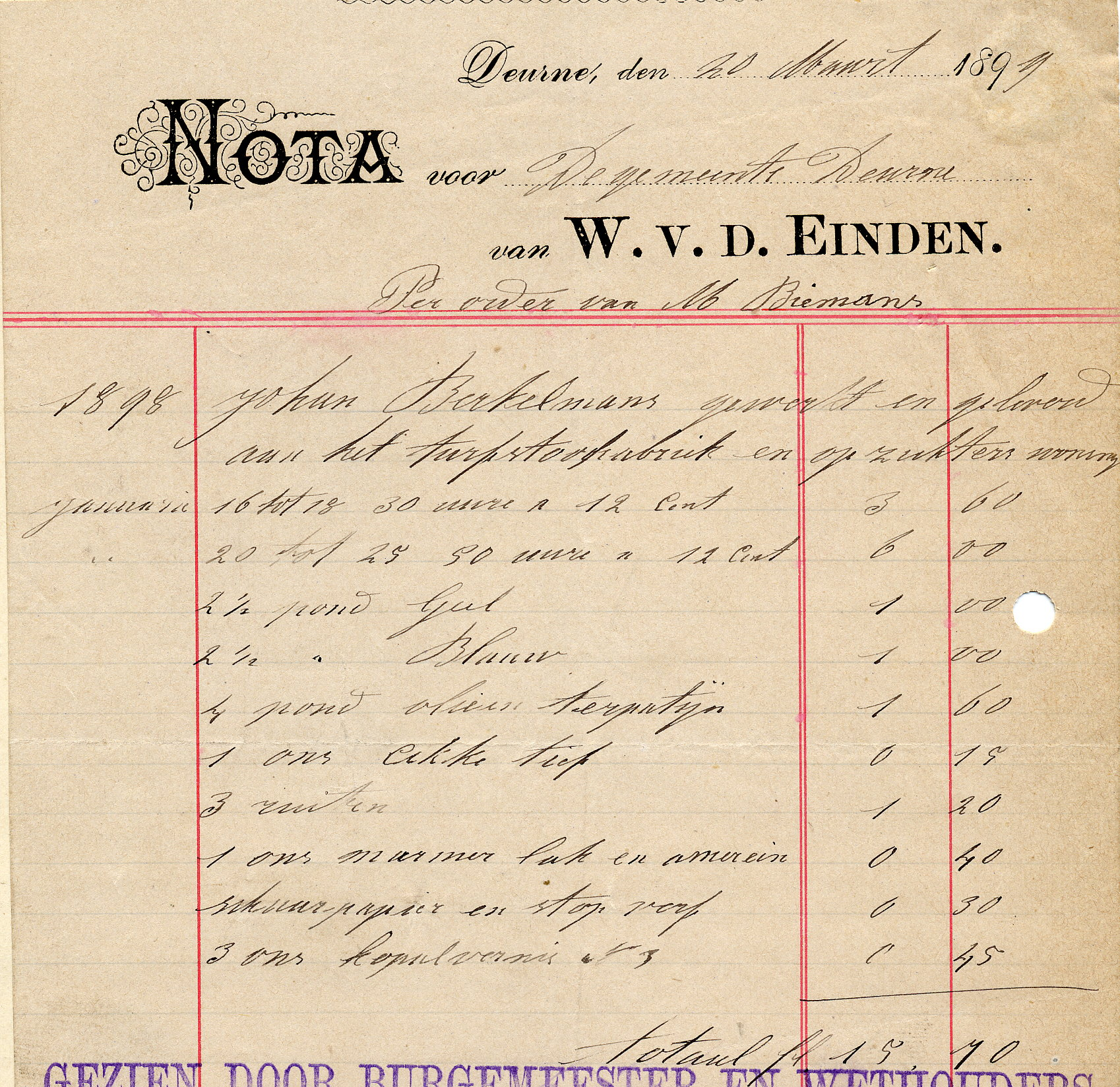
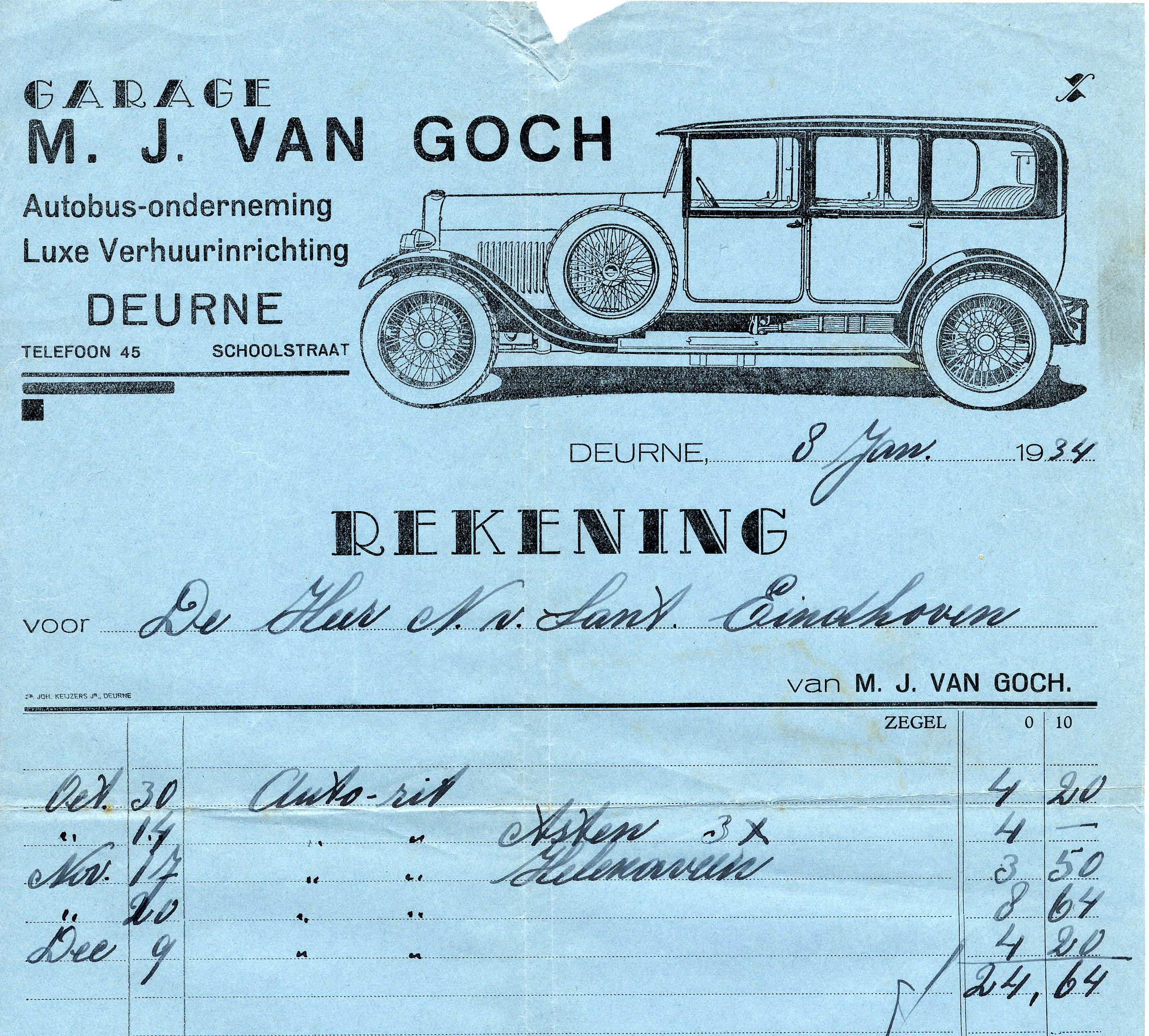

Все денежные единицы последних полутора столетий, официально называвшиеся «флорин», всегда имели второе официальное или простонародное название — «гульден». И наоборот, все гульдены всегда имели второе название — «флорин». Таковы, например, нидерландский гульден, нидерландский антильский гульден, суринамский гульден, австрийский гульден, арубанский флорин. Соответственно, для их краткого представления могли быть использованы сокращения на базе как латинской буквы «G», так латинской «F». Наиболее характерные варианты: «f», «fl», «G», а также специфический символ , который вполне мог бы называться символом гульдена, но получил известность как символ флорина. Он может быть выведен с помощью символов Юникода несколькими способами.
Список денежных единиц с названием «флорин» или «гульден»
| Денежная единица (на англ. и/или на языке страны эмитента) | Государство (территория)           | Период обращения | Варианты краткого представления | Варианты краткого представления | Примеры использования | Примеры использования |
| Денежная единица (на англ. и/или на языке страны эмитента) | Государство (территория)           | Период обращения | коды ISO 4217                   | символы                         | на денежных знаках    | на марках             |
| ---------------------------------------------------------- | ---------------------------------- | ---------------- | ------------------------------- | ------------------------------- | --------------------- | --------------------- |
| Существующие валюты                                        |                                    |                  |                                 |                                 |                       |                       |
| Арубанский флорин (нидерл. florijn)                        | Аруба                              | 1986 — н.в.      | AWG (533)                       | Afl • ƒ                         |                       |                       |
| Нидерландский антильский гульден (нидерл. gulden)          | Кюрасао · Синт-Мартен              | 1952 — н.в.      | ANG (532)                       | ƒ • NAƒ • G                     |                       |                       |
| Некоторые исторические валюты                              |                                    |                  |                                 |                                 |                       |                       |
| Австрийский гульден, форинт (нем. Gulden; венг. forint)    | Австрийская империя Австро-Венгрия | 1858—1892        | —                               | FL (австр.), F, Frt, Ft (венг.) |                       |                       |
| Нидерландский гульден (нидерл. gulden)                     | Нидерланды                         | 1581—2002        | NLG (528)                       | ƒ • f • fl • G                  |                       |                       |
| Суринамский гульден (нидерл. gulden)                       | Суринам                            | ?—2004           | SRG (740)                       | ƒ • f • fl • Sf                 |                       |                       |

Различные варианты выражения денежных сумм в нидерландских гульденах (1898—1924)

## Латинская строчная F с крюком
Один из наиболее распространённых способов краткого представления денежных единиц с названием «флорин» или «гульден» — символ «ƒ» (U+0192), который входит в диапазон «Расширенная латиница — B» (англ. Latin Extended-B) стандарта Юникод и называется «Латинская строчная F с крюком» (англ. Latin small letter f with hook), ей соответствует латинская заглавная «Ƒ». «Символ флорина» (англ. Florin currency symbol) — название, указанное в описании символа. Этот же символ используется в математике для обозначения функции. Он также служит для сокращения понятия «папка» (англ. folder) файловой системы.
В некоторых шрифтах символ «ƒ» может выводиться не с одним, а с двумя горизонтальными штрихами, что вполне понятно, если имеется в виду символ флорина (для знаков валют число чёрточек, как правило, не существенно), но не характерно для буквы f с крюком или знака функции. Другие шрифты могут не учитывать особенности уже символа флорина. Поэтому консорциум Unicode получил несколько предложений о разделении двух символов — строчной буквы f с крюком и символа флорина — и присвоении последнему отдельного кода.

## Другие разновидности строчной F
В зависимости от шрифта идентичный символу флорина или очень близкий к нему результат можно получить, используя следующие символы Юникода:
- 𝒇 — математическая курсивная строчная f (англ. mathematical italic small f; U+1D453);
- 𝒻 — математическая рукописная строчная f (англ. mathematical script small f; U+1D4BB);
- f — набранная курсивом латинская строчная f (англ. latin small letter f; U+0066).

Однако и эти варианты вывода могут иметь некоторые особенности, которые не позволяют полностью идентифицировать с ними символ флорина.

## Лигатура ﬂ
Ещё один способ представления флоринов и гульденов — латинская лигатура «ﬂ» (U+FB02, англ. latin small ligature fl), состоящая из строчных букв «f» (U+0066) и «l» (U+006C).